# Chrysosplenium albertii
Chrysosplenium albertii är en stenbräckeväxtart som beskrevs av Leonid I. Malysev. Chrysosplenium albertii ingår i släktet gullpudror, och familjen stenbräckeväxter. Inga underarter finns listade i Catalogue of Life.